# Cantiano
Cantiano è un comune italiano di 1 976 abitanti della provincia di Pesaro e Urbino nelle Marche.

## Geografia fisica

### Territorio
Il paese è sito a cavallo tra le Marche e l'Umbria ed è attraversato dalla Via Flaminia, importante arteria che collega Roma alla costa adriatica. Posto ai piedi del massiccio del Catria, che, coi suoi 1701 m s.l.m., è la quota più alta della provincia di Pesaro e Urbino e una delle principali vette dell'Appennino umbro-marchigiano, è immerso in estese e secolari faggete ad altofusto tra cui va ricordato il bosco di Tecchie, istituito parco pubblico nel 1986. 
Michele Mercati, biologo, naturalista ed archiatra pontificio (1541-1591), descrive ampiamente Cantiano nella sua opera botanica, mineralogica e paleontologica, intitolata Metalloteca Vaticana (1574), pubblicata postuma nel 1717, ricordandolo per l'amenità dei luoghi e per le ricchezze naturali. Mercati venne ospite di padre Agostino Manni, originario di Cantiano, che gli procurò alcuni esemplari di ammoniti di quello che si conosce tuttora come "Rosso Ammonitico", trovati verosimilmente nella vallata del fiume Burano tra Cagli e Cantiano. Il Mercati fece disegnare da un incisore tedesco, Anton Eisenhoit, nella Metalloteca, un ammonite tipico del luogo (Ammonis cornu lapideum ex Cantiani faucibus), conosciuto attualmente come Mercaticeras, (etimologicamente Corno di Mercati); attualmente l'ammonite è molto conosciuto a livello europeo e molto diffuso, ma la sua scoperta in quel tempo lontano deve considerarsi assolutamente legata alla storia di Cantiano. Il paese peraltro è da sempre noto per la copiosa quantità di fossili. Ancora oggi, i monti circostanti, tra cui il Monte Catria, sono ricchi di modelli conchigliari di ammoniti ed altri resti, nelle rocce di origine marina di epoca giurassica e cretacea, risalenti a 180-100 milioni di anni fa.

### Clima
Il clima di Cantiano e del suo territorio comunale è quello tipico di media montagna. Gli inverni sono moderatamente freddi con precipitazioni prevalentemente piovose, le temperature possono scendere di alcuni gradi sotto lo zero. Le estati risultano calde e afose. Le precipitazioni sono distribuite prevalentemente nei mesi freddi.

## Storia
Nel VI secolo a.C. gli Ikuvini, una ramificazione umbra del popolo degli Italici che dall'Europa continentale avevano invaso l'Italia, furono autori della migrazione che li portò ad occupare l'area appenninica umbro-marchigiana intorno alla odierna Scheggia, nelle cui vicinanze fondarono la città della Ukre Fisia e dove eressero il tempio a Giove Patre. Nel 1456 qui avvenne il ritrovamento delle Tavole Eugubine: sette lamine di metallo redatte in umbro, etrusco e latino la cui lettura, traduzione e successivo studio ha permesso di svelare gli ordinamenti, le attività, le pratiche sociali e religiose di questi nostri antenati appenninici. La vicinanza e i successivi contatti con gli Etruschi delle regioni dell'Etruria, popolo di civiltà sviluppata e di diversa cultura, più attenti a realizzare commerci che non a dominare genti, sortirono effetti benefici sulle condizioni di vita degli Ikuvini. È forse in questo tempo che inizia ad acquistare importanza il centro di Luceoli, localizzata nel territorio del comune di Cantiano nei pressi dell'attuale frazione di Pontericciòli (da Pons Luceoli).
Il IV secolo a.C. fu il secolo d'oro degli Ikuvini, lontani dalle battaglie e dagli accanimenti dei Romani e dei Galli. Questa loro neutralità favorì la pacifica annessione a Roma che li aveva fino ad allora trascurati nella loro marginalità. Toccò a Caio Flaminio, censore, rendere tangibile la presenza romana creando nel 219 a.C., su tracciati in parte già esistenti, la validissima arteria appunto chiamata via Flaminia, un collegamento strategico tra Roma e Rimini. Via che poi successivamente, per opera di Augusto e di Vespasiano, vedrà migliorare il proprio percorso con la costruzione di numerosi manufatti ed imponenti ponti e l'apertura, nel 76 a.C., della galleria del Furlo. Per questo motivo Luceoli acquisterà notevole visibilità, divenendo così municipio romano, localizzata in prossimità della mutatio "Ad Ensem" nella Tabula Peutingeriana, copia del XIII secolo di un'antica carta romana che mostrava le vie militari dell'Impero. La Civitas di Luceoli, probabilmente anche sede episcopale indipendente poi estintasi a beneficio della vicina Gubbio, dopo le invasioni devastatrici degli Eruli e dei Goti, aumenta la propria importanza nel divenire un caposaldo del Corridoio bizantino. Questo, insinuandosi nei territori dei Longobardi di re Alboino, costituiva l'unica alternativa alla Flaminia presidiata nel mantenere in comunicazione i domini bizantini adriatici dell'Esarcato e delle Pentapoli con i Ducati di Roma e di Napoli.
Forse in funzione antilongobarda o per difendersi dalle incursioni dei Saraceni del IX secolo si inizia la fortificazione dei due colli di Colmatrano e di Cantiano posti a nord di Luceoli, intorno ai quali i superstiti della città, definitivamente distrutta nel 1137 dall'imperatore Lotario II, ripiegheranno per dare avvio alla comunità di Cantiano. La stessa Cantiano, sembra prendere nome da Cante Gabrielli, della omonima famiglia Eugubina che, nel corso del X secolo, ottenne da papa Stefano VII alcuni castelli nell'Italia centrale, tra i quali quello di Luceoli, che fu ribattezzato Cantiano (da Cante).
Il colle di Colmatrano fu presidiato da un'imponente torre alta 24 metri di cui oggi nulla rimane se non le fondazioni; il colle di Cantiano, oggi di Sant'Ubaldo, ospitò la costruzione del castello di cui rimane oggi il muro portante lato nord est, dopo gli importanti restauri a cura dell'amministrazione comunale e buona parte della torre d'angolo denominata Pagella. Uniti i due colli successivamente da una possente cinta muraria larga 10 m al riparo della quale prosperava il borgo, il castello di Cantiano assunse una formidabile capacità difensiva. Sbarrando di fatto la Via Flaminia la sua importanza strategica fu tale che per ogni secolo i potenti se ne disputeranno il possesso. Dall'obbedienza all'impero del Barbarossa e di Federico II di Svevia, Cantiano passò nel 1244 per atto di quest'ultimo sotto la giurisdizione di Gubbio e nel 1250 sotto il Governo della Chiesa. Prima di ritornare intorno al 1300 sotto il controllo degli Eugubini, Cantiano visse l'esperienza della "Libera Università" con la quale, grazie a donazioni del conte Gualteruzio Bonaccorsi, la comunità diventava proprietaria ed amministratrice dei beni comuni.
Vennero compilati regolamenti per la conservazione ed il godimento di detti beni, le modalità per affitti e locazioni, la destinazione delle somme ricavate, una parte delle quali veniva destinata agli stipendi del medico e del maestro affinché i loro servizi fossero gratuiti per la comunità.
Del castello di Cantiano — divenuto nella seconda metà del XIV secolo dimora di Gabriello di Necciolo Gabrielli, già vescovo e signore di Gubbio, insieme alla sua famiglia — se ne disputarono il dominio anche i Montefeltro di Urbino ed i Malatesta di Rimini, sostenuti per interessi territoriali dai Visconti, signori di Milano e dalla repubblica di Firenze. La "questione di Cantiano", divenne allora motivo di interesse per quasi tutte le Cancellerie della penisola.
Siamo al 1393 quando, dopo ben nove anni di estenuante assedio, caduta la rocca di Colmatrano ad opera degli armati del conte Antonio II da Montefeltro, si patteggia una pace onorevole. Il castello di Cantiano seppure invitto ed inespugnato per gloria del suo Signore e difensore conte Francesco di Necciolo Gabrielli e per il coraggio di sua moglie Madonna Filippa, viene ceduto ai Montefeltro durante la cui signoria Cantiano beneficiò di un florido periodo. Nel 1417 il castello doveva aver ripreso la vecchia efficienza giacché per anni fu il quartier generale dell'esercito di Guidantonio da Montefeltro contro Braccio da Montone (Andrea Fortebraccio Signore di Perugia) che, sotto quelle mura, vide infrante le mire espansionistiche verso la Marca e l'Adriatico. È ricordata la frase dell'illustre capitano di ventura nei confronti del Castello di Cantiano: "maledicto arnese de guerra". Nel 1478 è all'opera e all'ingegno di Francesco di Giorgio Martini, architetto militare di Federico da Montefeltro, che si deve il completo restauro della rocca di Colmatrano, delle mura urbiche e la trasformazione del castello medievale dei Gabrielli in palazzo-fortezza, molto simile per fattura e dimensioni all'attuale rocca Feltresca di Sassocorvaro. Così il Duca Federico da Montefeltro, rendeva la sua capitale Urbino più sicura verso sud e poneva una degna residenza Ducale sulla strada tra Urbino e Gubbio, seconda capitale del ducato e sua amata terra natìa, dove era morta nel 1472 l'amatissima moglie, la Duchessa Battista Sforza, che in assenza del consorte, si spostava continuamente tra Gubbio e Urbino, affiancata dal cognato conte Ottaviano Ubaldini della Carda, fratello e fido consigliere di Federico, che la assisteva nell'amministrazione ordinaria del ducato. Loro e l'intero corteo ducale avevano spesso fatto sosta nel castello di Cantiano. Divenuta allora onorevole terra, Cantiano fino al 1631 seguirà storia e destino del Ducato di Urbino.Il 3 giugno del 1781 il territorio fù colpito da un violento terremoto , che causò distruzione e morti. 
Con l'estinzione del Ducato per mancanza di eredi maschi, Cantiano passerà alla Chiesa di Roma e farà parte dello Stato Pontificio fino al 1860, quando apparterrà per annessione al Regno d'Italia. Nella I guerra mondiale del 1915-1918 furono 72 i cittadini di Cantiano a cadere in battaglia, e durante il ventennio Fascista, a Cantiano, vi era un campo di internamento. Nel giugno del 1944 Cantiano fu coinvolta in diversi eccidi Nazisti, tra il 1943 e il 1944 a Cantiano , operarono bande di partigiani, che poi confluirono nella Brigata Garibaldi. Tra il 1944 e il 1945 Cantiano, si trovò posizionata sulla Linea Gotica , che era ùna poderosa fortificazione difensiva , dell'occupante esercito tedesco. Nel 2022 Cantiano fu fortemente colpita dalle alluvioni che colpirono quasi tutte le Marche.

### Simboli
Lo stemma e il gonfalone sono stati concessi con decreto del presidente della Repubblica del 3 giugno 1966.
Il gonfalone è un drappo di rosso.

## Monumenti e luoghi d'interesse

### Architetture religiose

#### Chiesa collegiata di San Giovanni Battista
Costruita in sostituzione dell'antica pieve di San Giovannino per accogliere degnamente la miracolosa immagine del Cristo legato alla colonna che, dal 1605 ininterrottamente dispensava grazie ai fedeli nella cappella campestre in località Colsecco, venne solennemente consacrata ed aperta al culto nel 1631 dal vescovo di Gubbio Ulderico Carpegna. La chiesa, divenuta la principale del capoluogo, venne elevata a collegiata e dotata di un capitolo permanente composto da un arciprete che lo presiedeva e sei canonici (di cui un teologo ed un penitenziere), con bolla pontificia del 17 gennaio 1661 a firma del papa Alessandro VII. Nel 1721 papa Clemente XI, nativo di Urbino, volle dare un'ulteriore distinzione al tempio proclamandolo "insigne collegiata".

#### Chiesa priorale di San Nicolò
Di fronte al palazzo comunale si erge la chiesa di San Nicolò, edificata ai primi dell'Ottocento in luogo della omonima chiesa più antica, posizionata all'interno della cinta muraria e risalente all'XI secolo. Di questa e dell'annesso cenobio, che fu direttamente dipendente dal vicino e potente monastero di Fonte Avellana e che per antica tradizione viene identificato con l'eremo di Luceoli in cui soggiornarono san Romualdo, san Pier Damiani e san Domenico Loricato, restano solo labili tracce, dietro l'abside ed all'interno dell'annessa casa parrocchiale, consistenti in un finestrone gotico ogivale e in una finestra trilobata. Nel 1255 il podestà Alberto di Firenze, a difesa del borgo di Cantiano, fece elevare una poderosa torre presso la chiesa di San Nicolò, come si desume da una lapide gotica commemorativa collocata ora presso la sede comunale. La torre è oggi base visibile del campanile. Nel 1383 ricevette onorata sepoltura nella chiesa il Signore del castello di Cantiano, Gabriello di Necciolo Gabrielli, già vescovo di Gubbio. All'interno, dietro l'altare maggiore, è un quadro con l'effigie di san Nicolò, opera dell'artista camerte Carlo Maratta (1625-1713). Questi, pittore e ritrattista ufficiale dei papi Alessandro VII e Clemente IX, soggiornò a Cantiano e vi eseguì il predetto lavoro intorno al 1670, anno in cui sovente viaggiava tra Roma ed Urbino dove era affidatario degli affreschi decorativi per il duomo. Notevoli all'interno di San Nicolò, sono anche la pala raffigurante la Madonna del Rosario con Bambino e santi, attribuita al pittore Ercole Ramazzani di Arcevia (1539-1598), un dipinto raffigurante Cristo in croce tra gli angeli e ai piedi della croce la Vergine e san Francesco d'Assisi, attribuito a Filippo Bellini di Urbino (1550-1603). Inoltre, una tela del XVII secolo, di autore ignoto, che rappresenta la Pietà tra santi, in cui è possibile scorgere l'abitato di Cantiano in una raffigurazione dell'epoca. Sopra l'entrata principale, trova posto un prezioso organo realizzato nel 1822, una delle primissime opere note dell'organaro Angelo Morettini di Perugia, capostipite dell'omonima dinastia organara. Nell'adiacente sacrestia, in una parete, è posta una lapide con iscrizione funebre in caratteri gotici, datata 19 novembre 1304. Distrutta nel terremto del 1731, venne restaurata nel 1822.

#### Chiesa di Sant'Agostino
In origine la chiesa, poco distante dalle mura castellane, era dedicata a santa Caterina d'Alessandria ed era pertinenza del Monastero di Fonte Avellana. L'edificio risale ai primi del Duecento, esempio di architettura romanica, presenta una semplice facciata ed è ad una navata, all'interno si conservano vari dipinti ed affreschi di una certa importanza risalenti a varie epoche.

#### Chiesa di Sant'Ubaldo
Presso la cima del colle omonimo, si trova la chiesa dedicata a sant'Ubaldo, vescovo della diocesi di Gubbio nel cui territorio Cantiano è ascritta da più di mille anni. Costruita nei primi anni del XIII secolo sul piazzale antistante l'entrata del castello dei Gabrielli, la chiesa, pur rimaneggiata nei secoli successivi, conserva ancora intatto l'impianto basilicale. All'interno della chiesa si conservano un prezioso simulacro ligneo di Gesù crocefisso, una preziosa statua lignea barocca di scuola napoletana, l'altare maggiore, in legno indorato, le raffigurazioni della Circoncisione di Gesù e dell'ultima cena dipinte da Ventura Mazza, allievo del Barocci.

#### Pieve di San Crescentino
Posta nei pressi di Cantiano, la pieve di San Crescentino ha origini antichissime. È opinione comune far risalire la fondazione della chiesa intorno all'anno mille, periodo in cui si diffuse molto il culto e la devozione verso san Crescentino nelle zone a cavallo tra Città di Castello ed Urbino, città entrambe di cui ancor oggi il predetto martire è patrono.

#### Altre architetture religiose
- Abbazia di San Angelo di Chiaserna: eretta tra i700 e 800 secolo[17]
- Chiesa San Rocco: eretta nel 1600[18]
- Chiesa Santa Croce dell'Ospedale[19]
- Fonte e Cappella della Madonna del Cerbone[20]

### Architetture civili

#### Palazzo comunale
Sito in piazza Luceoli, ricostruito nei primi anni dell'Ottocento in puro stile rinascimentale, si appoggia all'antico Palazzo del Podestà ed a quello dei Priori, costruiti nel XII secolo. È attualmente la sede del Municipio.

#### Altre architetture civili
- Casa Pagella o Uccellara: casa restaurata che rappresenta il recinto difensivo della città[21]
- Palazzo Corsi: palazzo duecentesco al centro della città[21]
- Monumento ai Caduti 1915-1918[22]
- Cippo ai combattenti della guerra di Liberazione 1944[23]
- Monumento ai caduti della guerra di Liberazione[24]
- Ponte Grosso: di epoca Romana, pressoché intatto , è situato alla fine delle gole del fiume Burano[25][26]
- Torre dell'Orologio[27]

### Musei
- Museo Archeologico e della via Flaminia, è situato all'interno dell' ex convento chiesa di Sant'Agostino[28]
- Museo Geo - Territoriale[29]
- Museo della Turba[30]
- Polo museale di Sant'Agostino, con all'interno la Biblioteca[31]
- Esposizione permanente del maestro Osar Pittella[32]

### Scavi
Sepolcreto, Strutture murarie di epoca Romana, sito pluristratificato, struttura di fortificazione

## Società

### Evoluzione demografica
Abitanti censiti

### Etnie e minoranze straniere
Secondo i dati ISTAT al 1º gennaio 2023 la popolazione straniera residente era di 129 persone e rappresentava il 6,4% della popolazione residente. La comunità straniera più numerosa era quella rumena con 39 persone, pari al 30,23% sul totale della popolazione straniera.

### Religione
La maggior parte degli abitanti è di religione cattolica
Fa parte della Diocesi di Gubbio.

## Cultura

### Musei
Museo Geo-territoriale e Museo archeologico della Via Flaminia "Giulio Cesare Corsi"
Si tratta di due sezioni distinte ed aperte in tempi diversi. È ospitato all'interno delle duecentesche sale restaurate dell'ex Convento agostiniano, con accesso dal chiostro dell'adiacente chiesa di Sant'Agostino.

### Cucina

#### Pane di Chiaserna
Il pane di Chiaserna è diffuso nei territori del Montefeltro, in tutta la provincia di Pesaro e Urbino e nelle vicine province di Perugia ed Ancona, è riconosciuto dalla Regione Marche ed è inserito nell'elenco dei prodotti tipici nazionali pubblicati dalla Gazzetta Ufficiale della Repubblica Italiana. "Pane di Chiaserna" è un marchio collettivo registrato.

#### Visciola
La città vanta inoltre una cultivar di amarena autoctona e tipica del territorio, la visciola di Cantiano, apprezzata tra l'altro nella produzione del visciolato.

### Eventi

#### La Turba
La Turba, sacra rappresentazione del Venerdì Santo, trae origine, anche se non direttamente, dai movimenti popolari di invocazione alla pace che si diffusero in terra di Marche ed Umbria intorno alla metà del XIII secolo, portati sulle strade e nelle piazze dalle genti più umili e in condizioni di miseria, sofferenti ed esauste delle continue lotte tra guelfi e ghibellini. Studi più recenti la farebbero risalire a prima ancora dell'anno Mille, a San Domenico Loricato, monaco eremita di Fonte Avellana che fu discepolo di San Pier Damiani e che si disciplinava continuamente passando per gli eremi limitrofi, intorno al Catria. La Turba di Cantiano non ha conosciuto interruzioni lungo i secoli, tranne che durante l'ultimo periodo bellico, crescendo sempre ed arricchendosi negli anni.

#### Altre
- Piazza del gusto: fiera agroalimentare dei prodotti tipici di Cantiano e della zona del Montefeltro, si svolge il secondo fine settimana di maggio; è possibile degustare il polentone alla carbonara e diverse specialità locali, come il pane di Chiaserna, il vino di visciole, l'amarena di Cantiano e le confetture di more, visciole e frutti di bosco.
- Mostra mercato regionale del cavallo del Catria: si svolge il secondo fine settimana di ottobre presso il centro ippico di Chiaserna. Promuove la tipica razza equina, allevata sui pascoli limitrofi. Degustazioni di carne equina abbinata ai prodotti locali, in particolare funghi e tartufi; vi è inoltre un'esposizione di cavalli, caroselli, competizioni e concorsi ippici.
- Mostra mercato del tartufo bianco "Valle del Balbano": si svolge il terzo fine settimana di novembre, per la promozione del pregiato locale tartufo bianco della valle del Balbano e di altri prodotti tipici.

## Economia

### Turismo
Il comune è stato insignito della bandiera arancione del Touring Club Italiano.

## Amministrazione
| Periodo        | Periodo        | Primo cittadino    | Partito                                                       | Carica  | Note   |
| -------------- | -------------- | ------------------ | ------------------------------------------------------------- | ------- | ------ |
| 28 giugno 1985 | 12 giugno 1990 | Anna Maria Formica | Partito Comunista Italiano                                    | Sindaco | [ 42 ] |
| 12 giugno 1990 | 24 aprile 1995 | Gino Traversini    | Partito Comunista Italiano Partito Democratico della Sinistra | Sindaco | [ 42 ] |
| 24 aprile 1995 | 14 giugno 1999 | Gino Traversini    | Centro-sinistra                                               | Sindaco | [ 42 ] |
| 14 giugno 1999 | 13 giugno 2004 | Gino Traversini    | Lista civica                                                  | Sindaco | [ 42 ] |
| 13 giugno 2004 | 8 giugno 2009  | Martino Panico     | Centro-sinistra                                               | Sindaco | [ 42 ] |
| 8 giugno 2009  | 26 maggio 2014 | Martino Panico     | Centro-sinistra                                               | Sindaco | [ 42 ] |
| 26 maggio 2014 | 27 maggio 2019 | Alessandro Piccini | Centro-sinistra                                               | Sindaco | [ 42 ] |
| 27 maggio 2019 | 10 giugno 2024 | Alessandro Piccini | Centro-sinistra                                               | Sindaco | [ 43 ] |
| 10 giugno 2024 | in carica      | Alessandro Piccini | Centro-sinistra                                               | Sindaco | [ 42 ] |

## Sport

### Calcio
La squadra di calcio era l'U.S.C. Cantiano 1955 Calcio che ha militato per diverse stagioni nel campionato di Promozione.
Nel 2022 la squadra non si iscrive e dunque in paese rimane attiva solamente l'Atletico Luceoli Cantiano, militante in Seconda Categoria, che nel luglio 2O24 cambia denominazione diventando il Cantiano Calcio